# Havas Gertrúd
Havas Gertrúd (Budapest, 1927. május 5. – Budapest, 1982. április 11.) kétszeres Jászai Mari-díjas magyar bábszínésznő, színésznő.

## Életpályája
1946-ban végezte el az Országos Színészegyesület színiiskoláját, ezután rövid ideig a Ganz Hajógyárban dolgozott.
1947-ben az alapítói között volt az ország első állandó bábszínházának, a Mesebarlangnak. Ezután az Állami Faluszínháznál szerepelt és a Magyar Rádió munkatársaként vett részt mesék előadásában. Az államosítás után 1955-ben visszaszerződött az Állami Bábszínház néven újraalakult intézménybe, ahol annak vezető színészei közé tartozott. A Bábszínház előadásaival Európa szinte minden országában fellépett.
1966-ban és 1974-ben Jászai Mari-díjat kapott. Közkedvelt gyermekmese-hang volt, Bálint Ágnes közvetlen munkatársaként ő adta hangját a népszerű Mazsolának (Mazsola, Mazsola és Tádé, 1969–1973).
1982-ben férjével, Manócska megformálójával, Bölöni Kiss Istvánnal együtt hunyt el balesetben szén-monoxid-mérgezés következtében.

## Főbb szerepei
- Mazsola (Bálint Ágnes: Mazsola; Mazsola és Tádé)
- Petrák Sári (Kovács Dénes–Vajda Albert–Darvas Szilárd: Sztárparádé)
- Puck, Babvirág (Shakespeare: Szentivánéji álom)
- Piroska (Tóth Eszter: Piroska és a három kismalac)
- Kisfiú (Benedek András: Az aranytollú madár)
- A tündér (Bartók Béla: A fából faragott királyfi)
- Balerina, Cigánylány (Sztravinszkij: Petruska)